# Ilyodon whitei
Ilyodon whitei é uma espécie de peixe da família Goodeidae.É endémica do México.